# Зак Стабблеті-Кук
Зак Стабблеті-Кук ( Zac Stubblety-Cook; нар. 4 січня 1999) — австралійський плавець, олімпійський чемпіон та бронзовий призер Олімпійських ігор 2020 року, чемпіон світу.

## Кар'єра
Зак Стабллті-Кук виступав на Олімпійських іграх 2020 року в Токіо. На дистанції 100 метрів брасом спортсмен показав у кваліфікації лише 24-тий час та не пройшов у наступну стадії змагань. На дистанції 200 метрів брасом австралієць з найкращим часом вийшов у півфінал та фінал, у якому переміг, встановивши новий олімпійський рекорд. Окрім особистих запливів, спортсмен брав участь в естафетних запливах комплексним плаванням. У чоловічій естафеті посів у фіналі 5-те місце, а у змішаній естафеті зумів стати бронзовим призером.

## Виступи на Олімпійських іграх
| Олімпіада  | Дисципліна                               | Час        | Місце |
| ---------- | ---------------------------------------- | ---------- | ----- |
| Токіо 2020 | 100 метрів брасом                        | 1:00.05    | 24    |
| Токіо 2020 | 200 метрів брасом                        | 2:06.38 OR | 1     |
| Токіо 2020 | естафета 4x100 метрів комплексом         | 3:29.60    | 5     |
| Токіо 2020 | змішана естафета 4x100 метрів комплексом | 3:38.95    | 3     |